# 蘭尼·丹尼爾
蘭尼·麥克·亞瑟·丹尼爾（1987年5月19日—）為美國男子籃球運動員，生於弗吉尼亚州里士满，16歲開始打籃球。2015年丹尼爾加盟東南亞職業籃球聯賽西貢熱火，2016年8月西貢熱火宣布與丹尼爾完成續約，丹尼爾在2017-18賽季開打前因為球隊迎來新任總教練凱爾·朱利爾斯被球隊釋出，之後丹尼爾轉戰臺灣新成立的寶島夢想家，2018年1月底丹尼爾因膝蓋傷勢自請離隊。2023年9月丹尼爾加入河內水牛取代Anthony January。

## 外部連結
- 蘭尼·丹尼爾在fiba.basketball（英语）
- 蘭尼·丹尼爾在Sports-Reference.com（NCAA）（英语）
- 蘭尼·丹尼爾在Eurobasket.com（球員）（英语）
- 蘭尼·丹尼爾在RealGM（英语）
- 蘭尼·丹尼爾在Proballers（英语）
- 蘭尼·丹尼爾在Flashscore（英语）
- 蘭尼·丹尼爾在Flashscore（英语）
- 蘭尼·丹尼爾在Flashscore（英语）
- (PDF). Advantage Sport Agency.